# Бельведере-Ланге
Бельведере-Ланге, Бельведере-Ланґе (італ. Belvedere Langhe, п'єм. Bërvèj) — муніципалітет в Італії, у регіоні П'ємонт, провінція Кунео.
Бельведере-Ланге розташоване на відстані близько 470 км на північний захід від Рима, 70 км на південь від Турина, 36 км на схід від Кунео.
Населення — 359 осіб (2014).
Щорічний фестиваль відбувається 6 грудня. Покровитель — святий Миколай.

## Демографія
Населення за роками:

Станом на 1 січня 2023 року в муніципалітеті офіційно проживало 18 іноземців з 10 країн, серед них 10 громадян країн Євросоюзу.

## Сусідні муніципалітети
- Бонвічино
- Клавезана
- Дольяні
- Фарильяно
- Мураццано